# 伏安法

線性電位掃描

伏安法是以電流為電位的函數基礎下，進行的測定方法。當通以隨時間變化的電位時，溶液中的待測物在特徵電位（characteristic potential,E1/2）下，會因在電極表面產生氧化或還原反應而產生電流，其結果以測得的電流對電位作圖。
此特徵電位（E1/2）與待測物可發生的電化學反應有關，而電流大小則與待測物的濃度有關。故伏安法可同時達到定性和定量的目的。

## 理論
伏安法是研究電流與外加電位的函數關係。伏安法涉及電化學電池，研究在電極/電解質界面上發生的反應。分析物在這些半電池中的反應性可用來確定其濃度。它被視為動態電化學方法，因為所施加的電位會隨時間改變，並測量相對應的電流變化。大多數實驗都是控制與被分析物接觸的電極的電位 (伏特)，同時測量所產生的電流 (安培)。